# Блюмкін Яків Григорович

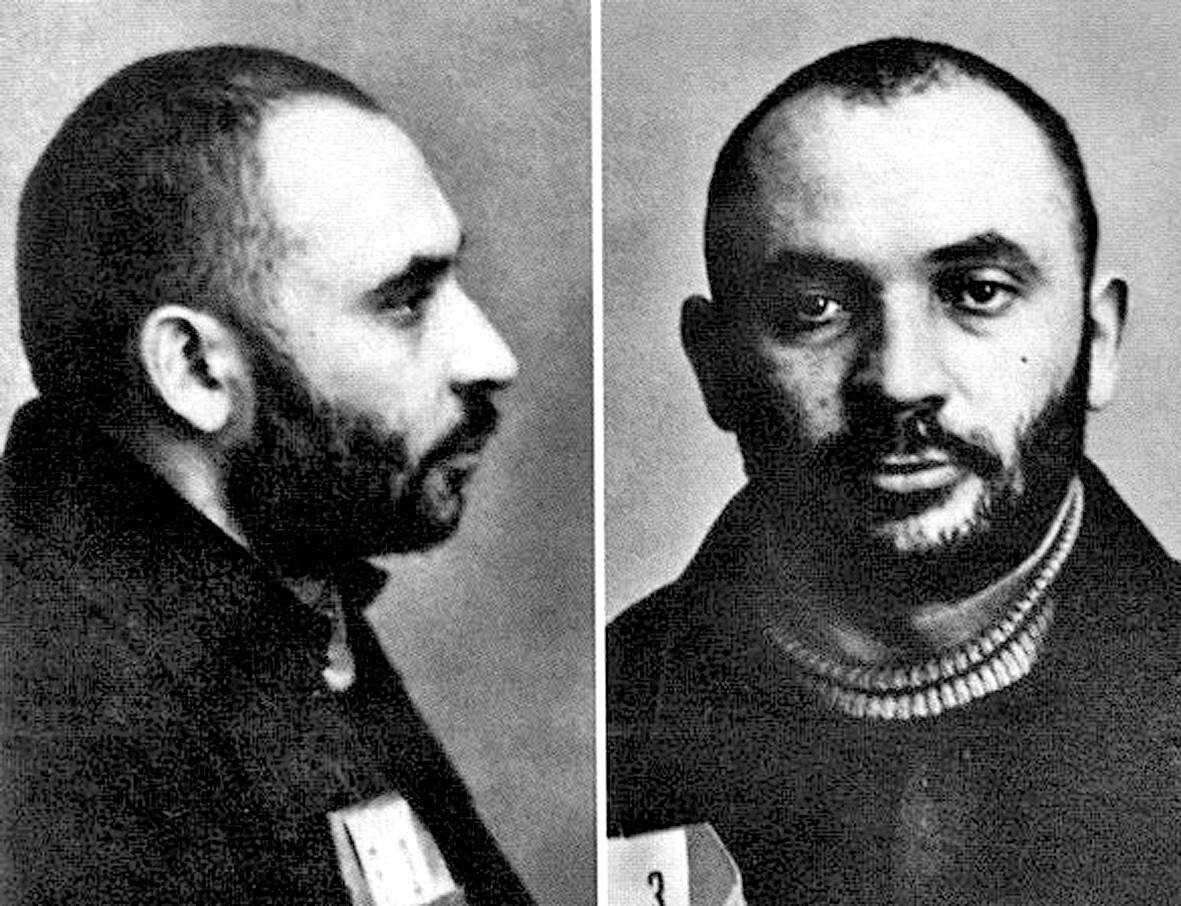
Яків Блюмкін

Яків Григорович Блюмкін (також Сі́мха-Я́нкев Ге́ршев Блю́мкін; 27 лютого (12 березня) 1898, Одеса — листопад 1929, Москва) — один з активних діячів органів державної безпеки комуністичної Росії — чекістів, а також міжнародного комунізму; один з виконавців вбивства німецького посла в РРФСР графа фон Мірбаха.

## Життєпис
Народився у бідній єврейській родині прикажчика Гірша Блюмкіна (народився в містечку Сосниця Чернігівської губернії) та домогосподарки Хаї-Лівші Лейбовни Блюмкіної (народилася в місті Овруч Волинської губернії). У Якова було дві старші сестри і троє старших братів. Батько помер у 1906 р.
У 1908—1913 рр. навчався в безкоштовному єврейському духовному початковому училищі — 1-й Одеській талмудторі. Всі роки навчання підробляв хлопчиком на побігеньках в різних конторах і магазинах. Після закінчення талмудтори навчався в електротехнічних майстернях, працював електриком. Витримав іспит в технічне училище інженера Лінденера, але не зміг продовжувати навчання через відсутність коштів.
У 1914 р. вступив у партію соціалістів-революціонерів.
У 1916 р. почав працювати на консервній фабриці «Брати Авіч та Ізраільсон».
У лютому 1917 р. став агітатором Одеської Ради робітничих депутатів.
Навесні 1917 р. Блюмкін поїхав до Сосниці Чернігівської губернії, де помер його дід, який залишив йому спадок в 300 рублів. Звідти він поїхав до Харкова, де працював у конторі торгового дому Гольдмана і Чапко та приєднався до партії соціалістів-революціонерів лівого крила. У серпні 1917 р. поїхав до Симбірська, а потім до Алатира як агітатор від есерів. Був обраний членом Симбірської, а згодом Алатирської Ради селянських депутатів.
Після жовтневого перевороту 1917 р. повернувся до Одеси. У січні 1918 р. вступив до «1-го добровольчого революційного залізного загону», який входив до складу Особливої революційної Одеської армії (нею командував лівий есер Петро Лазарев), а пізніше — до складу 3-ї Української армії. Був обраний командиром загону. Після падіння Одеської Радянської республіки і переходу міста 12-13 березня під контроль німецьких і австро-угорських військ евакуювався з радянськими військами з Одеси до Феодосії. Був призначений військовим комісаром армії, потім — помічником начальника штабу і начальником інформаційного (розвідувального) відділу, а пізніше — виконуючим обов'язки начальника штабу армії. 3-я армія з боями відступила з Криму на північ маршрутом Феодосія — Лозова — Барвінкове — Слов'янськ. У квітні 1918 р., під час знаходження армії у Слов'янську, з місцевого відділення Державного банку було «експропрійовано» 4 млн рублів. Ступінь участі в цьому командування армії та особисто Блюмкина, а також доля викрадених грошей залишаються невідомими.
Після розгрому німцями 3-ї армії, в травні 1918 р. Блюмкін потрапив до Москви. За деякими даними, намагався влаштуватися в канцелярію радянської делегації, яка вирушала до Києва для переговорів з Україною. У червні був направлений ЦК партії лівих есерів на роботу до Всеросійської надзвичайної комісії (ВЧК). Організував і очолював Відділення по боротьбі з міжнародним шпигунством Відділу по боротьбі з контрреволюцією. В цей же час відвідував літературні вечори, познайомився та невдовзі посварився з Осипом Мандельштамом, подружився із Сергієм Єсеніним, який познайомив його з поетами Анатолієм Марієнгофом, Вадимом Шершеневичем, Олександром Кусіковим.
4 липня представники ЦК партії лівих есерів доручили Блюмкіну вбити посла Німеччини в РРФСР графа фон Мірбаха, щоб зірвати Брестський мир. Пізніше Блюмкін стверджував, що, дізнавшись про рішення ЦК вбити Мирбаха, сам запропонував свою кандидатуру і рекомендував колишнього співробітника ВЧК Миколу Андрєєва.
6 липня 1918 р. Блюмкін та Андрєєв з'явилися в посольство Німеччини і, пред'явивши підроблене посвідчення за підписом голови ВЧК Ф. Дзержинського і секретаря ВЧК І. Ксенофонтова, домоглися зустрічі з Мірбахом. Під час зустрічі спочатку кинули бомбу, а потім відкрили стрілянину з револьверів і застрелили Мірбаха. Блюмкін був поранений в ногу, обом терористам вдалося втекти, вони відразу ж були оголошені в розшук. Блюмкін, змінивши зовнішність, переховувався і лікував рани і отримані під час втечі травми в госпіталі, потім — в лікарні і на приватних квартирах. Заколот лівих есерів у Москві, що почався після вбивства, був насилу придушений вірними більшовикам латиськими стрільцями.
12 липня Блюмкін виїхав з Москви до Рибінську, де він жив під прізвищем Авербах і лікував ногу. У вересні Блюмкін зв'язався з ЦК лівих есерів і запропонував відправити його до України для терористичної роботи. Восени 1918 р Блюмкін нелегально перебрався під Петроград, жив у Кимрах, Гатчині, Царському Селі під іменем Костянтина Владимирова. У жовтні поїхав до Москви та домігся відправки його у листопаді для підпільної роботи до України.
Брав участь в організації ревкомів і повстанських загонів в Києві та інших містах України, вів агітацію серед робітників і селян, був членом нелегальної Ради робітничих депутатів Києва. В Україні жив під іменем Григорія Вишневського. Готував замах на гетьмана Скоропадського.
27 листопада 1918 р. Революційний трибунал заочно засудив Блюмкіна до 3 років в'язниці з примусовими роботами.
Після входження до Києва Червоної армії 5 лютого 1919 р. Блюмкін став секретарем Київського комітету Української партії лівих соціалістів-революціонерів, їздив у тил до петлюрівців у партійних справах. У березні 1919 р. неподалік від Єлисаветграда потрапив в полон до петлюрівців. Блюмкін писав в «Короткій автобіографії» в 1929 р., що в полоні його катували, вирвали всі передні зуби, напівзадушили та викинули голим на полотно залізниці. Отямившись, він дійшов до залізничної будки, звідки на наступний день, 13 березня, дрезиною був доставлений в лікарню до Єлисаветграда та провів там близько трьох тижнів.
14 квітня 1919 р. Блюмкін з'явився на прийом до голови Київської губернської ЧК Йосипа Соріна і надав докладні свідчення про свою роль у замаху на Мірбаха. Блюмкіна відправили до Москви, там він повторив свої свідчення Особливій слідчій комісії. При цьому він заявив, що вбивав Мірбаха не для сигналу до початку «заколоту» лівих есерів, а з ідейних міркувань. 16 травня 1919 р. президія ВЦВК за клопотанням комісії прийняла постанову амністувати Блюмкіна.
Після амністії Блюмкін в травні 1919 р. вступив до Союзу есерів-максималістів і повернувся до Києва для підготовки замаху на Колчака. Однак деякі з колишніх товаришів Блюмкіна зв'язали з його явкою з повинною арешти в травні 1919 року чекістами в Києві кількох лівих есерів. У червні 1919 р. ліві есери тричі вичняли замах на життя Блюмкіна в Києві, але безуспішно. Блюмкін був поранений у голову. Оговтавшись після поранення, він повернувся до Москви.
1920 р. прийнятий у РКП(б), працював у Наркоматі армії і флоту, а також в органах ЧК (згодом ГПУ).
Улітку 1920 р. — комісар штабу Червоної Армії Гилянської радянської республіки (Північний Іран). З вересня 1920 р. — слухач Академії Генштабу РККА. Блюмкін організовував масові страти білих офіцерів у Криму в кінці листопада — грудні 1920-го після поразки армії барона Врангеля. У 1920—1921 роках Блюмкін — начальник штабу 79-ї бригади, а пізніше — комбриг: планував і здійснював каральні акції проти повсталих селян Нижнього Поволжя, придушував Єланське повстання, боровся з «антоновщиною» на Тамбовщині. Восени того ж року Блюмкін командує 61-ю бригадою, направленою на боротьбу проти військ барона Унгерна.
З 1922 року працював у секретаріаті голови РВСР Л. Д. Троцького для особливих доручень. З 1923 р. у зовнішній розвідці ОГПУ. У 1924—1925 рр. помічник повноважного представника ОГПУ в Закавказзі з командування військами Закавказької ЧК. У 1925—1926 рр. відповідальний співробітник Наркомату торгівлі. У 1926—1927 рр. — головний інструктор Державної внутрішньої охорони (служби безпеки) Монголії. У 1928—1929 рр. — нелегальний резидент радянської розвідки на Близькому Сході. Був агентом ГПУ в Грузії, Палестині, Монголії.
Наприкінці 1920-х рр. був направлений до Франції із завданням убити перебіжчика Бориса Бажанова. Будучи резидентом ОГПУ в Туреччині, повертаючись з Індії через Константинополь, зустрівся з Л. Д. Троцьким на Принцевих островах, підтримував з ним зв'язок через його сина Л. Сєдова. Блюмкін заявив Троцькому, що передає себе — «в його розпорядження», склав рекомендації з організації його особистої охорони, передав Троцькому, який готував до видання автобіографічну книгу «Моє життя», зведення про діяльність співробітників потягу голови Реввоєнради в роки громадянської війни, погодився нелегально переправити в СРСР для учасників опозиції лист Троцького і декілька його книг.
У 1929 році повернувся до СРСР, де передав пакунок К. Б. Радеку. Радек, навіть не відкривши його, подзвонив Г. Г. Ягоді.
Блюмкін мав намір покінчити життя самогубством, згодом намагався втекти з СРСР, але не зміг виїхати з Москви та був заарештований 15 жовтня. 2 листопада у тюрмі написав автобіографію. 3 листопада 1929 р. колегія ОГПУ ухвалила розстріляти його «за повторну зраду справі пролетарської революції і радянської влади і за зраду революційній чекістській армії». 5 листопада — Політбюро ЦК ВКП(б) ухвалило смертний вирок.
Блюмкін розстріляний в будівлі внутрішньої в'язниці ОГПУ на Луб'янці в Москві в один з днів між 3 та 6 листопада 1929 р., точна дата смерті не встановлена.